# Томо Ковачевић
Томо Ковачевић (Буковица, Дервента 28. септембар 1820 – Београд, 29. март 1863) био је босански фрањевац, српски конспиратор и национални агитатор.

## Биографија
Рођен је у католичкој породици. По рођењу, добио је име Јосип. Заредио се 1836. у фрањевачком самостану Краљева Сутјеска. У гимназијским данима у Краљевој Сутјесци усвојио
је српску националну оријентацију. Након завршене двије године филозофије у фрањевачком самостану у Вараждину, уписао је студије теологије у мађарском граду Секешфехервару, из којег је 1840. премјештен у Пешту. Трећу годину теолошких студија наставио је 1841/42. у Пешти. Након свршених студија, 1843. године, одселио се у Београд, гдје је прешао на православље, узео име Томо и стекао надимак Бошњак. Постао је штићеник Матије Бана и Фрање Заха, ступивши у српску кнежевску службу као први обавјештајац за политичке прилике у Босанском ејалету. Своје прве конспиративне послове за српску службу обављао је под псеудонимом Радивојевић. Био је запослен у београдској државној штампарији, а почетком 1846. у у Шапцу се запослио као писар окружног начелника. За потребе српске владе и Илије Гарашанина до краја 1847. саставио је план под називом „Примечаније сверху движенија народног у Босни“ од 14 тачака. Када је Гарашанин 1848. конституисао Тајни демократско-панславистички клуб, у њему је, поред Заха, Јанка Шафарика, Стеве Херкаловића и Бана, активно дјеловао и Томо Ковачевић. По Гарашаниновом налогу, одржавао је везе и са вођом илирског покрета Људевитом Гајем. Гарашанин је јуна 1849. именовао Ковачевића за главног реализатора такозваног „Устава политичне пропаганде имајуће се водити у земљама славено-турским“. Српска влада послала га је крајем 1854. у политичку мисију код фрањеваца у Босну, са задатком да заокупља пажњу просрпски оријентисаних босанских фрањеваца окупљених око провинцијала из Толисе (код Орашја) фра Мартина Недића и новог бискупа фра Маријана Шуњића. Као казначеј (благајник) београдског окружног начелништва, израдио је 1862. „Пројект за подизање буне противу Турака у Босни, Ерцеговини, Старој Србији и Нишком и Видинском пашалуку живећи“. Његово дело Опис Босне и Херцеговине објављено је постхумно.

## Изабрана библиографија
- Описъ Босне и Херцеговине. У Београду: у Државной штампаріи. 1865.  100140300
- Опис Босне и Херцеговине ; [2. прегледано и допуњено изд.] (PDF). Београд: [с. н.], (Београд : "Н. Стефановића и Друга"). 1879.  2413350  2413350